# Augustin Eugen Mužík
Augustin Eugen Mužík (15. května 1859 Nový Hradec Králové – 31. března 1925 Praha) byl český básník, spisovatel, překladatel, dramatik a redaktor.

## Život
Narodil se v rodině truhláře Václava Mužíka a Terezie Mužíkové. Měl dvě sestry: Anežku (1856) a Annu (1861).
Gymnázium vystudoval v letech 1871–1879 v Hradci Králové. Studoval na Filozofické fakultě Univerzity Karlovy, studia ale nedokončil. Po celý život se věnoval literatuře, pracoval jako nakladatelský redaktor. Žil v Praze, oženil se roku 1891 se vdovou Wilhelminou (Vilémou) Hrabalovou, rozenou Pštrossovou (*1860).
S podporou Svatoboru vycestoval v roce 1896 na Slovensko a do Haliče, v roce 1890 obdržel 150 zl. „k cestě do Moravy, do Alp a k moři Jaderskému“.

## Dílo
Jeho první sbírka, elegicky laděná Jarní bouře (1883), je velmi ovlivněna byronismem a romantismem vůbec. Tento charakter ale v dalších sbírkách ustupuje do rezignovaného klidu, inspirovaného částečně českým venkovem a související také s náboženským laděním (Hlasy člověka, 1883, Květy polní, 1887) a poté do náboženské vroucnosti a také do soucitu s trpícími chudými (ve své době nejvíce ceněná sbírka Písně života, 1894). Jeho básně se inspirují husitským hnutím (báseň Duchu Husovu, 1903), ale i aktuální sociální tematikou (básně Chrám bosých, 1899 a Epištola k českému dělnictvu, 1897) a dále Mír (v České Revui 1899), Krůpěje rosy (1902), Postavy a děje (1920).
Prózou vydal Trosky života (1894), Skvrny a paprsky (1898), Tichá dramata, Zlomené okovy (1919), Oni i ony (1921). V orlím hnízdě je aktovka ze života K. Havlíčka Borovského (1919). Kromě toho množství básní a prózy je v Květech, Zlaté Praze, Osvětě, Lumíru, Domácím krbu, Besedách lidu a ve Světozoru, kde byl přes čtvrt století hlavním redaktorem.
Překládal z cizích jazyků např. z angličtiny báseň E. A. Poe „Havran“ a z němčiny román Otto Ludwiga „Mezi nebem a zemí“ aj., na 15 operních textů z němčiny, francouzštiny, polštiny a ruštiny. Byl členem výboru Máje a po Nerudovi a Sv. Čechovi i jeho předsedou.
Psal také epiku, básně v próze, povídky a novely, všechny byly publikovány časopisecky a oproti lyrice trpí přílišnou rozvláčností. Psal časté příležitostné verše k různým jubileím nebo kulturním událostem.
Na sklonku života se pokusil také o drama. Ve své době byl velmi ceněn pro „rozsáhlý obzor jeho myšlení a schopnost přesné formy“, ale od roku 1921 nebylo žádné jeho dílo publikováno. V posledních letech života byl stižen chorobou a vzdával se ponenáhlu všech veřejných funkcí.